# Dulcinea (álbum)
Dulcinea é o quarto álbum de estúdio da banda Toad the Wet Sprocket, lançado a 24 de maio de 1994.
O álbum foi certificado Ouro a 9 de Setembro de 1994 e Platina a 31 de Julho de 1995.
| Críticas profissionais                                                      | Críticas profissionais |
| Avaliações da crítica                                                       | Avaliações da crítica  |
| Fonte                                                                       | Avaliação              |
| --------------------------------------------------------------------------- | ---------------------- |
| allmusic                                                                    | [ 2 ]                  |
| Esta tabela precisa de ser acompanhada por texto em prosa. Consulte o guia. |                        |

## Faixas
1. "Fly from Heaven" (Glen Phillips) – 4:38
2. "Woodburning" (Todd Nichols, Phillips) – 3:59
3. "Something's Always Wrong" (Nichols, Phillips) – 4:59
4. "Stupid" (Phillips) – 2:42
5. "Crowing" (Phillips) – 3:20
6. "Listen" (Nichols, Phillips) – 4:09
7. "Windmills" (Phillips) – 3:50
8. "Nanci" (Phillips) – 3:00
9. "Fall Down" (Nichols, Phillips) – 3:24
10. "Inside" (Nichols, Phillips) – 4:19
11. "Begin" (Nichols, Phillips) – 4:05
12. "Reincarnation Song" (Phillips) – 7:14
13. "Hope" (Faixa bónus)

## Créditos
- Glen Phillips - Vocal, guitarra, bandolim
- Todd Nichols - Guitarra, bandolim
- Dean Dinning - Baixo, teclados
- Randy Guss - Bateria, percussão
- Laurel Franklin - Vocal adicional